# Iris persa
Iris persa är en bönsyrseart som beskrevs av Boris Petrovich Uvarov 1922. Iris persa ingår i släktet Iris och familjen Tarachodidae. Inga underarter finns listade i Catalogue of Life.